# Зутова, Гёзаль Габибулла кызы
Гёзаль Габибулла кызы Зутова (азерб. Gözəl Həbibullah qızı Zutova; с. Даначы, Загатальский район, Азербайджанская ССР, СССР) — азербайджанская спортсменка, занималась  вольной борьбой, дзюдо, универсальным боем, ММА.

## Карьера
С 2003 по 2005 годы она трижды становилась чемпионкой Азербайджана по дзюдо. В 2003 году на международном турнире в Баку завоевала бронзовую медаль, в 2005 году в Тбилиси также заняла третье место. На чемпионате мира по универсальным боям в 2007 году в Баку и в 2009 году в Чехии стала победителем. В 2008 и в 2009 году стала чемпионкой Европы по универсальным боям. В 2008 году в Баку на соревнованиях за Суперкубок мира по дзюдо в Баку завоевала бронзовую медаль. В июле 2011 года в Баку в финале турнира Гран-при по вольной борьбе уступила в финале японке Рио Ватари заняла второе место. В мае 2016 года в Стамбуле на отборе к Олимпийским играм в Рио-де-Жанейро в полуфинале уступила немке Марии Зельмайер, оставшись без лицензии. В мае 2021 года в Софии неудачно выступила в отборе к Олимпийским играм в Токио. С 2019 года занимается ММА.

## Спортивные результаты
- Кубок мира по борьбе 2010 — 8;
- Кубок мира по борьбе 2010 (команда) — 8;
- Чемпионат мира по борьбе 2010 — 11;
- Чемпионат мира по борьбе 2011 — 32;
- Кубок мира по борьбе 2012 — ;
- Кубок мира по борьбе 2012 (команда) — 8;
- Чемпионат мира по борьбе 2013 — 9;
- Кубок мира по борьбе 2015 (команда) — 5;
- Европейские игры 2015 — 10;
- Чемпионат Европы по борьбе 2016 — 11;
- Кубок мира по борьбе 2017 (команда) — 7;

## Личная жизнь
По национальности — аварка. Владеет аварским, азербайджанским, русским и турецким языками. 